# 班諾耶湖
53°35′48.13″N 58°37′47.28″E / 53.5967028°N 58.6298000°E

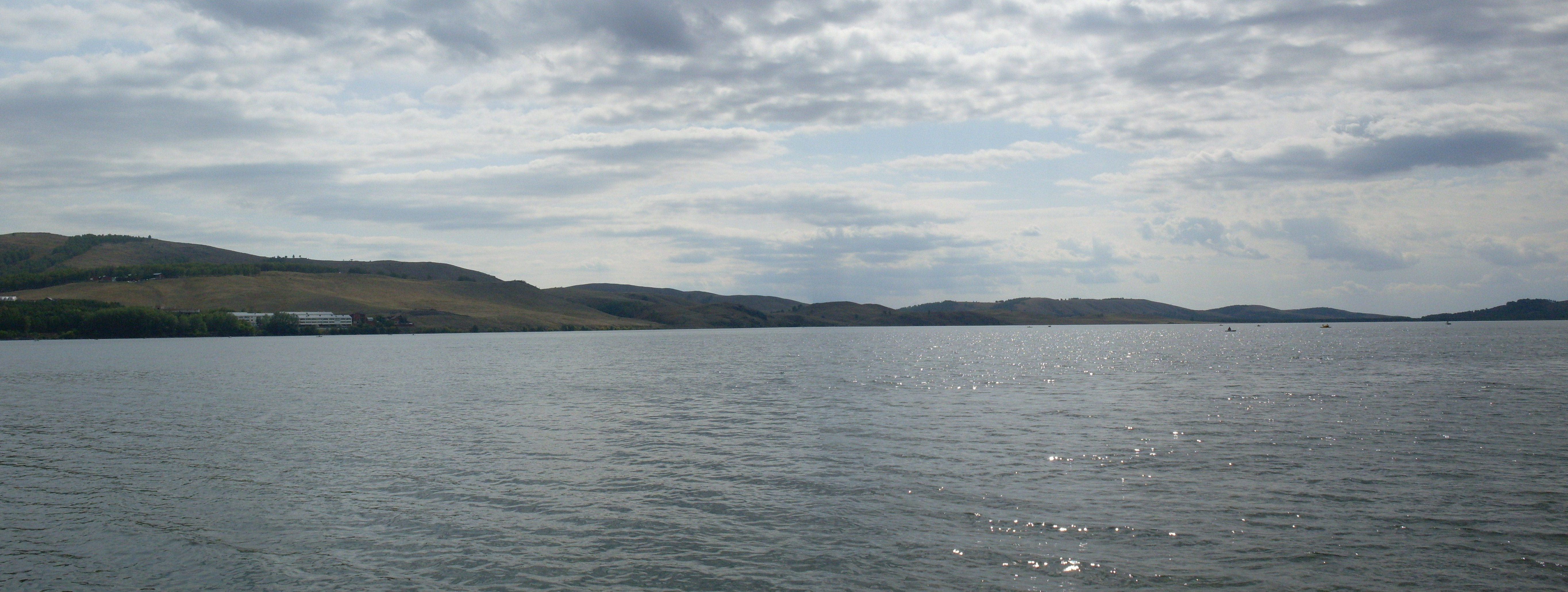

班諾耶湖（俄语：Банное），是俄羅斯的湖泊，位於該國西南部，由巴什科爾托斯坦共和國負責管轄，長4.2公里、寬1.9公里，面積7.72平方公里，海拔高度438米，集水區面積36.3平方公里。